# Augustimåne

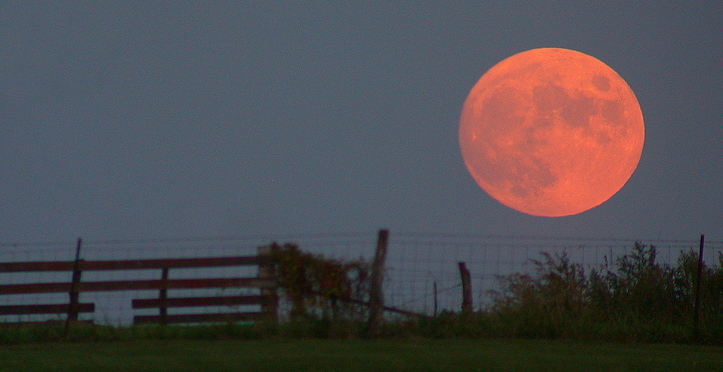
Augustimånen.

Augustimånen kallas månen omkring fullmåne i augusti. På nordiska breddgrader går då månen upp vid ungefär samma tid på kvällen ungefär en vecka i sträck. Den syns då länge tidigt på kvällarna på låg höjd över horisonten, och på grund av månillusionen ser månen också ovanligt stor ut.
Augustimånen är ett välkänt begrepp i Sverige, och står för kräftskivor och allmän romantik på sensommaren. Den besjungs ibland i populärmusiken, och används ofta i litteraturen.
| ” | Augustimånen stod över Västra Storgatan i Trosa en afton på 50-talet, när de fördröjda bondkärrorna skramlade ut ur portgången från handelsmannens gård, där de haft kvarter. | „ |
| – ur Den romantiske klockaren på Rånö, början av första kapitlet, ur Skärkarlsliv av August Strindberg | |   |